# Zhan Ziqian

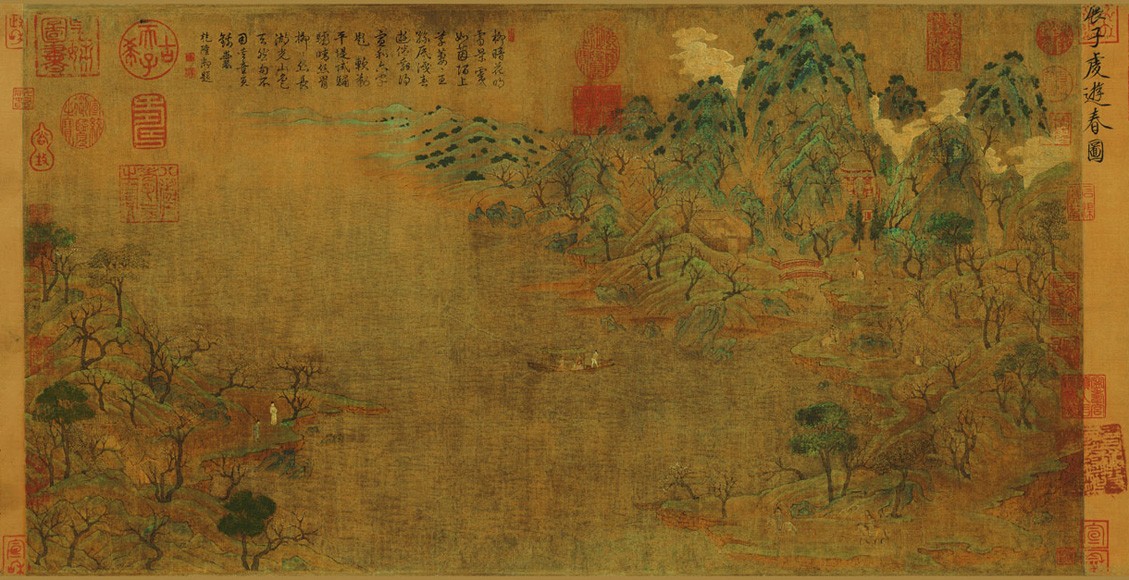
L'Excursion au printemps Attribué à Zhan Ziqian.

Zhan Ziqian ou Chan Tsû-Cn'ien ou Tchen Tseu-K'ien est un peintre chinois originaire de Bo Hai (province du Hebei) et actif de 581 à 609 pendant la dynastie Sui.

## Biographie
Éminent artiste de l'époque Sui qui, rompant avec le système de proportions symboliques des Six Dynasties (420-589), inaugure un rapport de proportions naturalistes entre les divers éléments de la composition : figures, architecture, paysage. L'aspect novateur de cette peinture réside moins dans son langage formel, encore très fidèle à la linéarité traditionnelle, que dans l'inversion des relations hiérarchiques entre figures et architectures d'une part, paysage de l'autre. Le paysage cesse ainsi d'être une simple toile de fond ; il devient avec Li Sixun notamment, le sujet principal de l'œuvre.
On l'appelle donc parfois le « père de la peinture Tang ». Le National Palace Museum de Taipei conserve une feuille d'album en couleurs légères sur un fond sombre, qui porte des traces de paysage et qui lui est attribué, Étude des classiques, deux hommes assis par terre lisant ; il est possible que ce soit une œuvre pré-Song.

## Les peintres de Cour
À la fin du VIe siècle, trois peintres de grand mérite peignent à la Cour : Zheng Fashi, Zhan Ziqian et Dong Boren. Zheng Fashi et Dong Boren ont servi les Zhou du Nord, Zhan Ziqian, lui, les Qi du Nord et les Zhou. Tous trois reçoivent de l'empereur, titres ou fonctions. Tous trois décorent des temples, sans toutefois se limiter aux thèmes religieux. Zhang Yanyuan porte témoignage à Dong Boren et Zhan Ziqian : « Ils tiennent leurs dons de naissance, dons qu'ils laissent s'exprimer librement et simplement sans travailler dans une tradition particulière ».  Il suffit de faire se  mouvoir leur pinceau pour saisir la ressemblance formelle.

## LeVIIesiècleet la peinture de personnages
Quand Wen des Sui réunifie la Chine, l'activité artistique se concentre à Chang'an. Après trois siècles de partition, l'empereur veut régner non point  en vertu du mandat céleste, mais en tant que monarque universel, « Celui qui fait tourner la roue de la loi » (cakravartin). D'après la tradition, Aśoka, son modèle, fait construire simultanément 84000 stūpa dans son empire. À son exemple, Wendi fait restaurer ou édifie de nombreux temples. Du Nord comme du Sud, les peintres accourent à la capitale pour faire œuvre de décorateurs et servir le souverain.

## Rivalité artistique
Zhan Zhiqian et Dong Boren, qui viennent de traditions artistiques différentes, commencent rivaux et finissent collaborateurs ; leurs dernières peintures témoignent de l'influence mutuelle du Nord et du Sud. Les disparités culturelles et régionales, qui ont souvent provoqué des dissensions au cours des époques précédentes, contribuent maintenant à la formation d'une tradition artistique métropolitaine centralisée dans l'empire unifié. Bien que quelques rouleaux encore existants attribués aux Sui et au début des Tang monopolisent l'attention des historiens de l'art moderne, les artistes de cette période sont principalement des peintres de peintures murales chargés de la conception et la décoration de monuments religieux et gouvernementaux.
Le texte indique ensuite que, vivant sur une terre n'ayant rien pouvant stimuler l'inspiration, Dong et Zhan peignent de préférence les chevaux des écuries impériales. Zhan Ziqian ne joue pas moins un rôle important dans l'histoire de la peinture de paysage. L'œuvre de ces trois peintres a disparu, rien ne reste des peintures qui décoraient les édifices religieux à leur époque.

## Attribution impériale
Dans les milieux officiels attachés au passé, la tradition féerique héritée du IVe siècle reste très vivante. L'Excursion au printemps, attribuée à Zhan Ziqian (fin du VIe siècle) par une inscription de l'empereur Huizong, peut avoir inspiré les paysagistes du VIIe siècle. Ce peintre d'époque Sui reste proche par l'esprit d'un Gu Kaizhi. Quand il peint des rochers, il s'efforce de les ciseler, de les creuser. Comme on le faisait dans le passé, il donne à leurs contours l'aspect tranchant de la glace fondante. Le don créateur se reconnaît chez lui au pouvoir « d'inclure dans un espace d'un pouce un paysage de mille li ». Il existe encore sous les Tang plusieurs de ses peintures, et un auteur du XIVe siècle le présente comme l'ancêtre de la peintureTang.

## Style et tradition
L'Excursion au printemps représente un vaste paysage de montagnes et d'eaux qu'animent des promeneurs vêtus de blanc : les uns chevauchent le long de la rive au premier plan, d'autres attendent sur une plage le bac qui vient à eux de l'autre côté du lac. Les arbres sont en fleurs, des nuages blancs, dessinés par de fines lignes bleutées, flottent au flanc des montagnes. Des couleurs posées à plat rehaussent le charme printanier de cette peinture précieuse.  Mais à la surface du lac, un réseau de lignes monotones prive l'eau de mouvement et, à l'analyse, se révèle, avec certaines maladresses, des conventions héritées du passé. Par tous ces traits, cette œuvre témoigne de l'attrait qu'exerce au VIIe siècle l'évocation d'un monde ouvert aux rêveries heureuses.

## Musées
- Taipei (Nat. Palace Mus.):
  - Étude des classiques, deux hommes assis par terre lisant.
  - L'Excursion au printemps, attribution par l'empereur  Huizong.